# Улица Перекальского (Курск)
У́лица Перека́льского — улица в Центральном округе города Курска. Идёт от площади Перекальского до пересечения улиц Дубровинского и Интернациональной. По реке Тускарь проходит граница между Центральным и Железнодорожным округом. До 15 марта 1943 года называлась улица Ямская гора.

## История улицы
Старое название улицы (Ямская гора) связано с ямщиками, которые первоначально стали строиться в этой (северной) части старого города, а затем переместились на пригорок рядом со Стрелецкой слободой выше по течению Тускари, основав Ямскую слободу. Горой же улица называлась за свою крутизну. Здесь пролегала мощёная булыжником крутая неудобная дорога, по которой очень тяжело было подниматься гружёным подводам. Уже при губернаторе С. Д. Бурнашёве в конце XVIII века курским городничим Племянниковым проводились работы по срытию крутой горы. По этой улице, связывающей город с железнодорожным вокзалом Курск-1 в Ямской слободе, проходило значительное движение пассажиров и грузов. Земство каждый год благоустраивало Ямскую гору от размыва ливневыми потоками воды. Из-за далеко стоящих один от другого керосиновых фонарей, не обеспечивавших достаточного освещения улицы по ночам, здесь часто происходили ночные преступления; обеспокоенное этим губернское земское собрание в 1908 году утвердило смету расходов на устройство освещения относительно короткой Ямской горы.
Последнее название улицы присвоено в честь командира 322-й стрелковой дивизии 60-й армии Воронежского фронта подполковника С. Н. Перекальского, погибшего при освобождении Курска от немецко-фашистских захватчиков 8 февраля 1943 года.

## Примечательные здания и сооружения

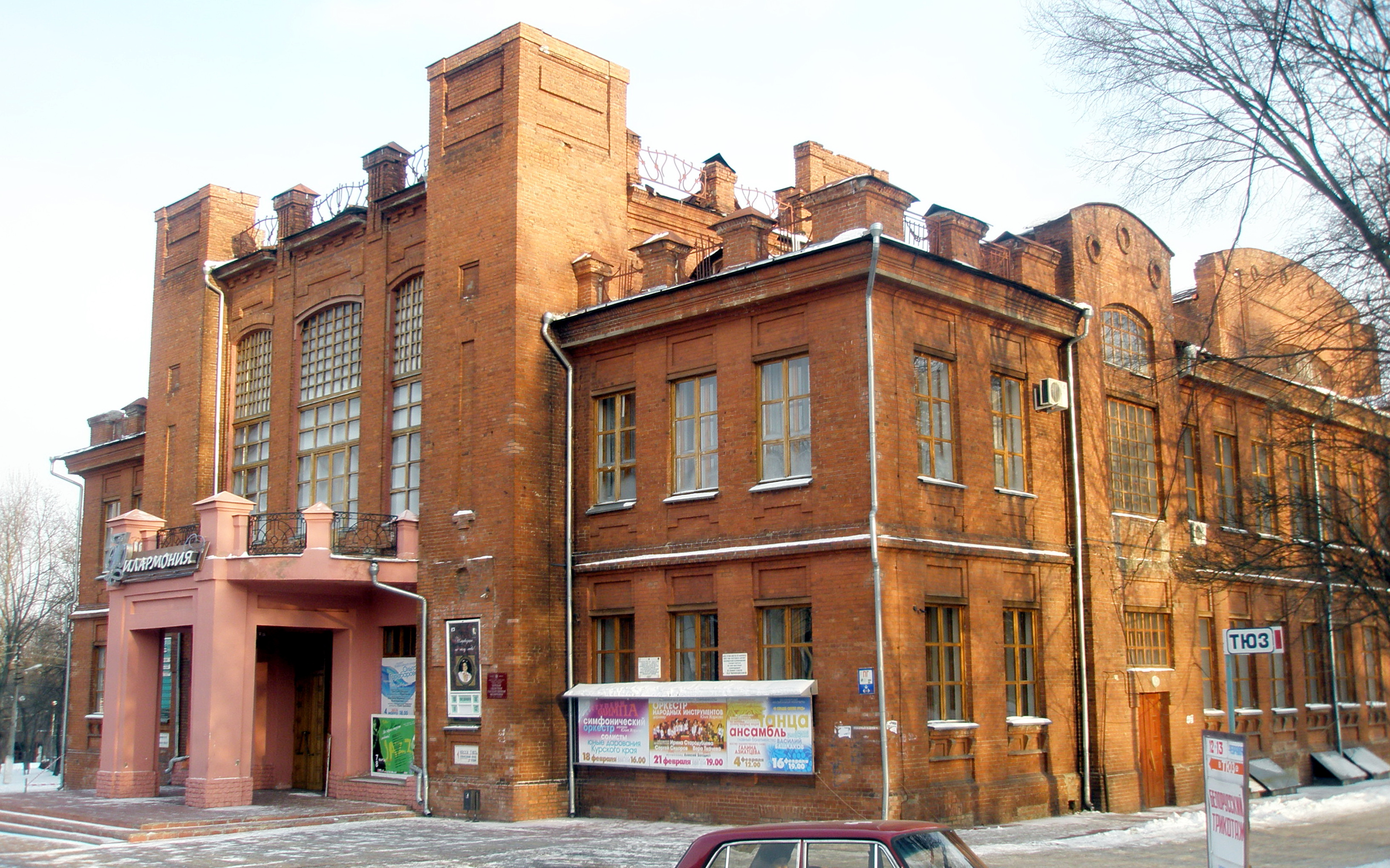
Курская государственная филармония (бывшее здание Народного дома)

### По нечётной стороне

#### Народный дом (Курская областная филармония)
В 1913 году в самом начале улицы (дом № 1) было возведено краснокирпичное здание в стиле модерн, предназначенное для Народного дома. 1949 – 1950 проходила реконструкция Областного драмтеатра им. А. С. Пушкина. Лепные работы выполнены скульптором В.А. Дмитриевым.
В настоящее время в этом здании располагается Курская государственная филармония.
Памятник архитектуры федерального значения.

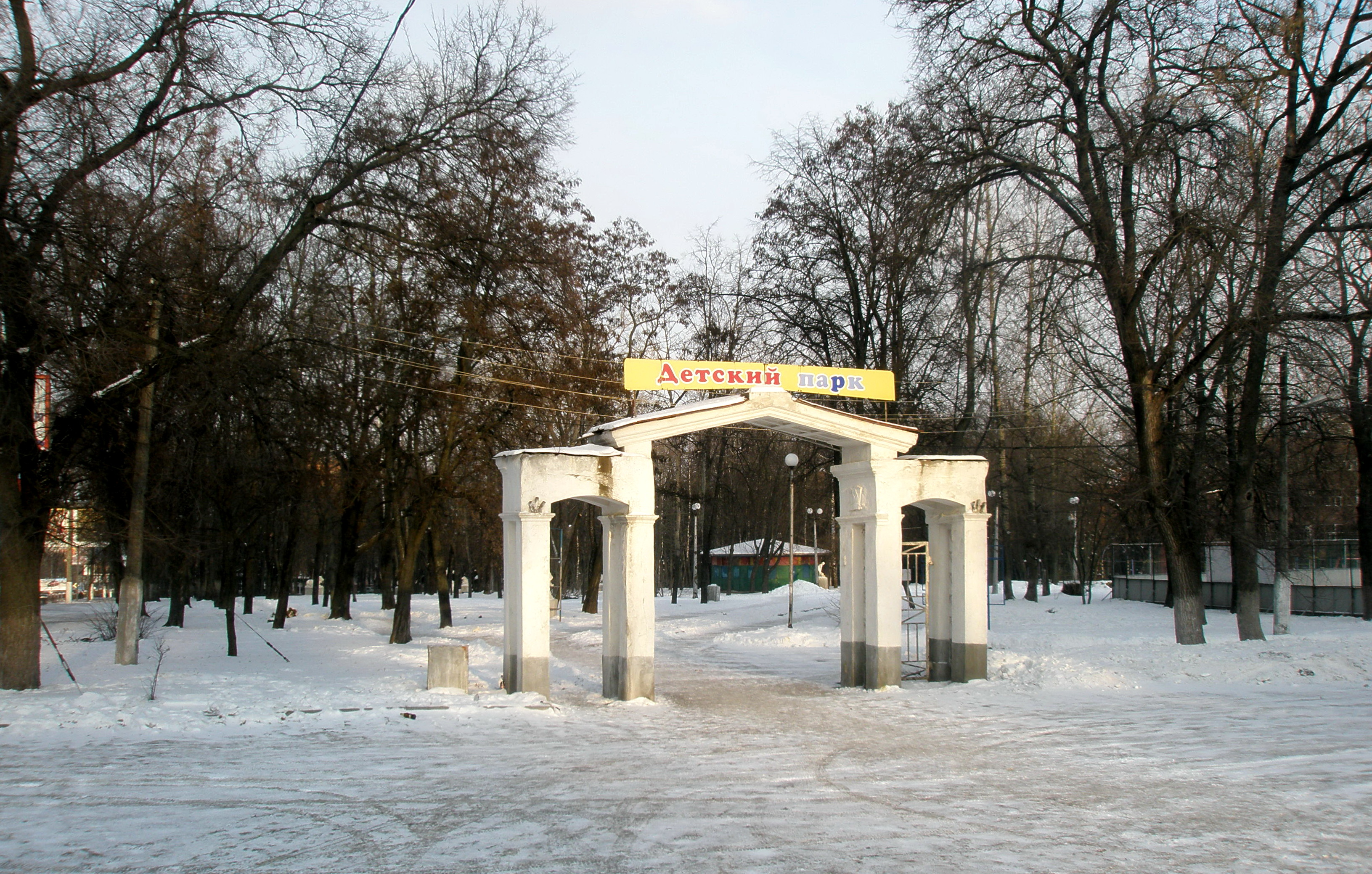
Детский парк (Общественный сад, Парк Пионеров)

#### Общественный сад (Детский парк)
Ниже по той же стороне улицы располагается Детский парк, первоначально устроенный в 1913 году как общественный сад и названный в честь 300-летнего юбилея дома Романовых. Во время Великой Отечественной войны при освобождении Курска в районе сада происходили ожесточенные бои; рядом с этим садом, на пересечении нынешних улиц Перекальского и Блинова, погиб 8 февраля 1943 года командир 322-й стрелковой дивизии 60-й армии Воронежского фронта подполковник С. Н. Перекальский, в честь которого улица Ямская гора была переименована 15 марта 1943 года. Перекальский вначале был захоронен слева у входа в парк, однако в 1948 году его прах был перенесён на Никитское кладбище города Курска. Полное восстановление парка, значительно пострадавшего во время боёв, завершилось лишь к 1953 году, после чего его стали называть Парком пионеров и школьников.

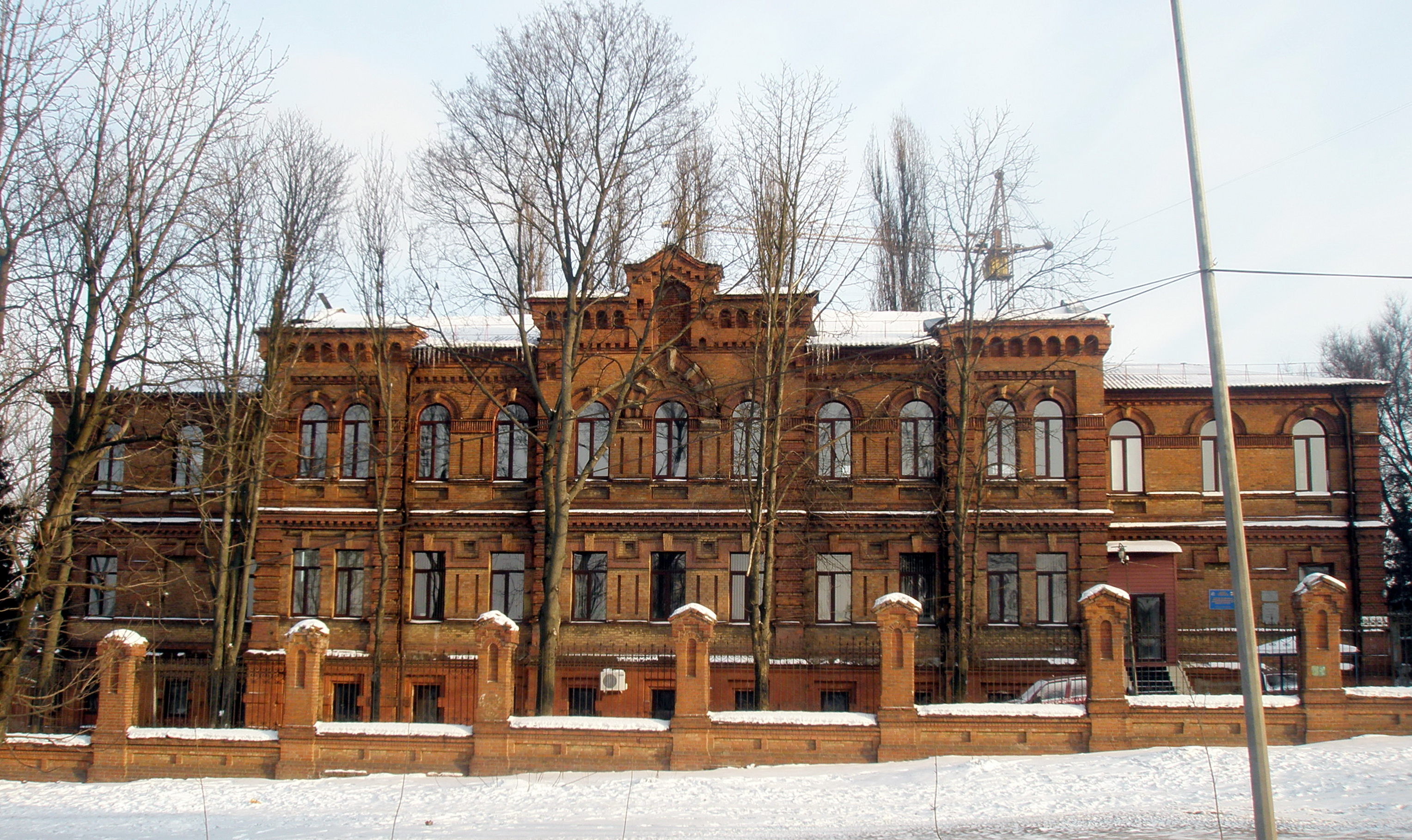
Городская инфекционная больница

#### Инфекционная больница
К востоку от места расположения современного Детского парка, по адресу Ямская гора, д. 5, 14 марта 1904 года была торжественно открыта городская инфекционная больница, построенная на деньги вдовы богатого курского купца Анны Ивановны Гладковой.
Памятник архитектуры местного значения.

### По чётной стороне

#### Памятный знак «Комсомольцам-курянам»
Памятный знак «Комсомольцам-курянам» открыт 29 июня 1975 года в небольшом клиновидном скверике, посвящён юношам и девушкам Курской области, сражавшимся в годы Великой Отечественной войны с немецко-фашистскими захватчиками. Архитектор — В. А. Рукавицын, скульптор — Н. П. Криволапов. Представляет собой куб, две грани которого украшены барельефами и рельефами на сюжет песни «Дан приказ ему на запад»: изображены молодые солдаты, уходящие на фронт в едином строю, а на противоположной стороне постамента — стоящие шеренгой скорбящие девушки. Обе грани объединены скульптурой женщины-матери, вдохновляющей своих детей на подвиги.

### Кировский мост
Высокий бетонный мост через реку Тускарь открыт для движения 4 ноября 1955 года. До этого на его месте располагался деревянный мост, перекинутый через русло реки, находившийся значительно ниже ныне существующего. Построенный в 1950-х годах мост значительно уменьшил уклон улицы Перекальского. В 2008 году начались подготовительные работы по сооружению рядом параллельного моста, а 25 сентября 2011 года, в День города, он был торжественно открыт. При строительстве подъездных путей к новому мосту были снесены частные дома по чётной стороне улицы Перекальского.

## Транспорт
Движение общественного транспорта по улице Перекальского осуществляется трамваями, автобусами и маршрутными такси.